# Obres públiques a Espanya
Les obres públiques a Espanya van tindre un primer impuls important durant el regnat de Carles III.
El 1761 s'inicià la construcció dels camins d'Andalusia, Catalunya, Galícia i País Valencià. El 1778 s'uniren les superintendències de Camins i Posades i la de Correus i Postes, finançant el manteniment de camins. El 1794 es va dictar l'Ordenança general de Correus, Postes, Camins i Posades. El 1799 es creà la Inspecció General per a inspeccionar les obres públiques. Primer es posà al Comte de Guzmán i poc després a l'enginyer Agustín de Bethancourt, organitzador de l'Escola d'Enginyers de Camins, canals i Ports. Les vies de comunicacions s'estructuraren de manera radial: Carles III va fer construir sis carreteres des de Madrid a Pamplona, la Corunya, Catalunya, València, Cadis i Badajoz. Les obres foren paralitzades diverses vegades per les successives guerres fins que Isabel II organitzà completament el servei de carreteres.